# T27 (水雷艇)
T27はドイツ海軍の水雷艇。1939型。

## 艦歴
1943年4月17日就役。
1943年8月フランスに進出。以後イギリス海峡で行動した。
10月3日T22、T23、T25と共に出撃。船団護衛中、翌4日1時過ぎにイギリスの駆逐艦リンボーン、ウェンスリーデイル、タナットサイド、アルスター、グレンヴィルと遭遇し戦闘となり、ドイツ軍はイギリスの駆逐艦4隻を損傷させた。
10月23日T22、T23、T25、T26、T27は封鎖突破船ミュンスターラント攻撃に出撃してきたイギリスの軽巡洋艦カリブディス、駆逐艦グレンヴィル、ロケット、リンボーン、ウェンスリーデイル、タリボント、スティーブンストンと交戦し、雷撃でカリブディスとリンボーンを撃沈した。
12月24日封鎖突破船オゾルノの護衛に出撃。12月27日封鎖突破船アルステルウーファーの護衛のため出撃。28日ビスケー湾でのイギリスの軽巡洋艦エンタープライズ、グラスゴーとの戦闘でドイツ軍は駆逐艦Z27、水雷艇T25、T26の3隻を失った。
1944年4月25日T24、T27、T29の3隻はサン・マロから出撃した。任務は機雷敷設と船団護衛である。26日の2時過ぎ敵艦隊を発見、逃走を図ったが追撃を受ける。この敵艦隊はイギリスの軽巡洋艦ブラック・プリンスと駆逐艦アシャンティ、カナダの駆逐艦アサバスカン、ハイダ、ヒューロンである。この夜の戦闘でT29が沈み、T24とT27も損傷した。
4月28日サン・マロからブレストへの移動中にT24とT27の2隻はカナダの駆逐艦ハイダ、アサバスカンと遭遇した。雷撃でアサバスカンを撃沈したがT27はハイダの砲撃で損傷し海岸に擱座した。
船体は5月7日にイギリスの魚雷艇によって破壊された。